# Роджерс, Ричард (серийный убийца)
Ричард Уэстолл Роджерс- младший (англ. Richard Westall Rogers Jr; род. 16 июня 1950, Плимут, штат Массачусетс) — американский серийный убийца, жертвами которого стали как минимум 3 человека в период между 28 апреля 1973 года и июлем 1993 года. Роджерс является основным подозреваемым в совершении серии убийств гомосексуалов в Нью-Йорке, известной как «Убийства последнего звонка» (англ. «Last call murders»), благодаря чему он получил от СМИ и полиции прозвище «Убийца последнего звонка» (англ. «Last call killer»). В число жертв было включено четыре человека, однако причастность Роджерса была доказана к совершению всего лишь двух убийств. Несмотря на это, серия убийств и дальнейшие события в последующие годы нашли отражение в массовой культуре США и оказали на неё существенное влияние. Череда убийств гомосексуалистов вызвала общественный резонанс в Нью-Йорке и активно освещалась в СМИ даже спустя десятилетия после их совершения. Преступления привлекли внимание различных правозащитных организаций и обозначили новый виток борьбы за права ЛГБТ. Карл Локк, директор по работе с клиентами «Нью-Йоркского проекта по борьбе с насилием среди геев и лесбиянок» заявил в 2001 году после ареста Ричарда Роджерса следующее: «Не может быть сомнений в том, что эти убийства были одними из самых пугающих, с которыми столкнулось сообщество Нью-Йорка за новейшую историю».

## Биография
Ричард Роджерс — младший родился 16 июня 1950 года в городе Плимут (штат Массачусетс). Был старшим ребёнком в семье из 5 детей. Оба родителя Ричарда вели законопослушный образ жизни, не имели проблем с законом и вредных привычек, отрицательно влияющих на быт, здоровье детей и благосостояние семьи в целом. Детство и юность Роджерс провел в Плимуте, где его отец, профессиональный рыбак — ловец омаров привил ему любовь к охоте и ловле рыбы. В начале 1960-х отец Роджерса перевез свою семью на территорию штата Флорида, где он нашел более высокооплачиваемую работу машиниста. Роджерс посещал школу «Palmetto High School», расположенную в городе Палметто, которую он окончил в 1968 году. В школьные годы Роджерс не был популярен в школе, однако статусом изгоя не обладал и характеризовался в основном положительно. После окончания школы, Ричард поступил в колледж «Florida Southern College», который располагался в городе Лейкленд, куда он вскоре переехал и начал изучать французский язык. После окончания колледжа в 1972 году, Ричард переехал в город Ороно (штат Мэн) и поступил в Университет Мэна, где продолжил изучать французский язык.

## Убийство Фредерика Спенсера
28 апреля 1973 года Ричард Роджерс совершил убийство 22-летнего Фредерика Спенсера в общежитии
Университете Мэна. После совершения убийства, Роджерс сумел никем не замеченным выйти из общежития вместе с трупом убитого, после чего сбросил его на обочине сельской дороги за пределами города Ороно. 22-летний Спенсер был аспирантом Университета Мэна и жил по соседству с Роджерсом. В ходе убийства Роджерс нанес Спенсеру восемь ударов молотком по голове, после чего задушил его полиэтиленовым пакетом. Тело Спенсера было обнаружено 30 апреля и первоначально не подлежало опознанию, пока не было установлено, что найденный возле тела ключ — является ключом от почтового ящика в общежитии университета, после чего личность убитого была идентифицирована и Роджерс был арестован. В ходе осмотра комнаты, где произошло убийство — следователи обнаружили орудие убийства и многочисленные пятна крови на двери и на стенах. Во время допроса Роджерс признал свою вину в совершении убийства, но заявил, что убил жертву в целях самообороны. Роджерс утверждал, что Спенсер являлся гомосексуалом и склонял его к интимной близости, но он ему отказал. Согласно свидетельствам Роджерса, в день убийства Фредерик Спенсер напал на него с молотком в руках, но он в ходе ожесточенного сопротивления сумел отобрать у него молотком и ударил его восемь раз по голове, после чего накинул на голову пакет с целью удушения, так как Спенсер оставался в сознании и сам пытался удушить Роджерса с помощью своих рук. Ричард Роджерс утверждал, что не обратился в полицию, так как после совершения убийства находился в состоянии стресса, по причине чего завернул тело в нейлоновую палатку и принял решение выбросить его. На судебном процессе в качестве свидетелей защиты выступил ряд студентов университета, которые подтвердили показания Роджерса, заявив что убитый Спенсер был известен тем, что склонял студентов к гомосексуальной связи, в то время как согласно свидетельствам других студентов, Ричард Роджерс сам был замечен в сексуальных домогательствах по отношению к другим студентам и факт нападения на него Спенсера подвергается сомнению. Однако их показания противоречили показаниям других знакомых Спенсера и Роджерса. Так одна из подруг убитого и Ричарда Роджерса — Роксана Мур утверждала, что в 1973 году в кампусе университета было крайне мало людей, которые были открытыми гомосексуалистами и в действительности никто не был уверен в сексуальной ориентации Роджерса и Спенсера, так как они оба весьма комфортно себя чувствовали себя в обществе девушек. В конечном итоге присяжные заседатели приняли версию адвокатов Роджерса и признали убийство Спенсера актом самообороны, вследствие чего 2 ноября 1973 года суд оправдал Роджерса в совершении убийства спустя 6 месяцев после ареста.

## 1973—1991
После вынесения оправдательного приговора Роджерс был отчислен из Университета Мэна, после чего он переехал в Нью-Йорк, где нашел жилье на полуострове Лонг-Айленд. В середине 1970-х он поступил на медицинский факультет Университета Пейс, который окончил в 1978 году. В 1979 году Роджерс устроился на работу медбратом в медицинский комплекс Маунт-Синай, расположенный в центре Манхеттена, где он проработал 22 года, вплоть до своего ареста. В 1983 году Ричард нашел жилье на полуострове Лонг-Айленд. На рабочем месте Ричард характеризовался крайне положительно. Администрация больницы и его коллеги отмечали, что Роджерс никогда не был замечен в проявлении девиантного поведения или агрессии по отношению к кому то ни было, никогда не подвергался дисциплинарным взысканиям со стороны непосредственных руководителей и имел поощрения за добросовестный труд, в частности отмечалось, что Роджерс был настолько предан своей работе, что часто соглашался на переработки, но в то же время род его деятельности в свободное от работы был неизвестен его коллегам. Близкие знакомые и друзья Ричарда отзывались о нём неоднозначно. Ряд его знакомых заявили, что Роджерс слыл поклонником роскошного образа жизни, совершал поездки в Атлантик-Сити, на острова Мартас-Винъярд и Файер-Айленд и периодически имел материальные трудности из-за чрезмерного расточительства. Также Роджерс был замечен в покупках дорогих антиквариатных предметов и выдавал себя за потомка известной аристократической Нью-Йоркской семьи, что не соответствовало действительности. Другой ряд его знакомых отзывался о нём положительно. Они описывали Ричарда как человека, внушающего доверие, который был отзывчивым человеком, всегда готовым прийти на помощь и который занимался благотворительностью, отдавая часть зарплаты в фонд борьбы с Вич-инфекцией. Свободное от работы время Роджерс предпочитал проводить в гей-барах Манхеттена, однако свою истинную сексуальную ориентацию он держал в тайне и отвергал все обвинения в своей гомосексуальности, несмотря на то, что никогда не был женат и практически не общался с женщинами.
В августе 1988 года Роджерс был арестован по обвинению в хранении наркотиков, незаконном лишении свободы и нападении. 47-летний Фред Леро утверждал, что 11 июля 1988 года познакомился с Роджерсом в одном из гей-баров, где они совместно употребляли алкогольные напитки, после чего отправились в квартиру Роджерса. Фред Леро заявил, что в квартире Роджерса они некоторое время употребляли наркотик, после чего он заснул. Согласно свидетельствам Леро, он проснулся через несколько часов, будучи обездвиженным и привязанным к кровати, а Роджерс в течение нескольких последующих часов многократно подвергал его сексуальному насилию и различным издевательствам. Он утверждал, что Роджерс угрожал убить его, но в конечном итоге свои угрозы не исполнили и в конечном итоге выпустил его из квартиры. На судебном процессе в 1990 году вина Роджерса в совершенном преступлении доказана не была и он был оправдан.

## Серия убийств
По версии следствия, в период с мая 1991 года по 1993 год Ричард Роджерс совершил как минимум 4 убийства гомосексуалистов на территории Нью-Йорка. В совершении убийств Роджерс продемонстрировал выраженный ему образ действия. Со своими жертвами он знакомился в гей-барах, где они совместно употребляли большое количество алкогольных напитков, после чего Роджерс приглашал жертву, находившуюся в состоянии алкогольного опьянения, оправиться к нему домой, после чего убивал, нанося им множественные удары с помощью ножа. Трупы убитых мужчин Роджерс расчленял, а останки разбрасывал на территории штатов Нью-Йорк, Нью-Джерси и Пенсильвания. Первое убийство по версии следствия Роджерс совершил в мае 1991 года. Его жертвой стал 54-летний Питер Стикни Андерсон, инвестиционный брокер из Филадельфии. Незадолго до исчезновения Андерсон посетил политическое мероприятие по сбору средств, проходившее на территории Манхэттена 3 мая 1991 года, после чего был замечен в гей-баре под названием «Townhouse». Его расчлененные останки, включая гениталии, помещенные в рот, были найдено в 8 пакетах для мусора, оставленных в мусорном контейнере на территории округа Ланкастер (штат Пенсильвания) 5 мая 1991 года. Часть его одежды была найдена в зоне отдыха на территории округа Честер, (штат Пенсильвания). Второе убийство Роджерс совершил в июле 1992 года. Его жертвой стал 57-летний Томас Малкахи, который являлся бисексуалом. Расчлененные останки Малкахи, завернутые также, как и в случае с убийством Питера Андерсона, в мусорные пакеты зелёного цвета, были обнаружены на обочине одной из автострад 10 июля 1992 года на территории округов Ошен и Берлингтон (штат Нью-Джерси). В ходе расследования полиция устанвоила, что Малкахи являлся бисексуалом, был женат более 30 лет, работал менеджером по продажам компьютерной техники на территории штата Массачусетс и посещал церковь. Во время исчезновения, он находился в Манхеттэне в ходе рабочей деловой поездки.
Десять месяцев спустя после обнаружения останков Томаса Малкаха, на территории города Манчестер (штат Пенсильвания) были обнаружены 6 мешков для мусора с останками ещё одной жертвой, который был идентифицирован как 44-летний Энтони Марреро. Полиция в ходе расследования установила, что Марреро страдал наркотической зависимостью и был замечен в занятии гомопроституцией в туалете на втором этаже здания автовокзала в Манхеттэне, где он предоставлял сексуальные услуги клиентам за 10 долларов. Уроженец Пуэрто-Рико, выросший в Филадельфии переехал в Нью-Йорк в 1985 году и являлся единственным из всех жертв Роджерса, кто проживал в социально неблагополучной обстановке. Брат Энтони — Луи Морреро заявил сотрудникам полиции в ходе расследования, что в школьные годы Энтони был звездой школьной команды по американскому футболу и в середине 1960-х получил приглашение пройти просмотр в команду «Филадельфия Филлис», который в конечном итоге окончился для него неудачно. Согласно свидетельствам брата, после неудачного брака и последующего за ним разводом в 1980-м году Энтони Марреро начал увлекаться наркотическими веществами и вести бродяжнический образ жизни. Четвёртое убийство по версии следствия Роджерс совершил летом 1993 года. Его жертвой стал гомосексуал, 56-летний Майкл Сакар, работавший наборщиком в газете «New York Law Journal» из Филадельфии, чья голова и руки были завернуты в пакеты для мусора и оставлены на трассе на территории округа Рокленд. Его туловище и ноги были найдены 31 июля 1993 года завернутыми в мешки для мусора в девяти милях к северу от места обнаружения головы, в городе Стоуни-Пойнт (штат Нью-Йорк).
Из-за сходства между методами совершения убийств Малкахи, Марреро, Андерсона и Сакары правоохранительные органы сразу нескольких округов сформировали оперативную целевую группу. Расследование серии убийств продолжалось почти 8 лет. В ходе него полиция провела несколько десятков различных криминалистических экспертиз и опросила несколько сотен человек. На протяжении нескольких месяцев 1993-го и 1994-го годов сотрудники полиции работали под прикрытием в качестве клиентов гей-баров и вели скрытое наблюдение за их клиентами в попытке обнаружить преступника. В ходе расследования было установлено, что как минимум две жертвы, Томас Малкахи и Питер Андерсон перед своей смертью в последний раз были в гей-баре под названием «Townhouse», который был расположен в боро Манхеттэн. Другая жертва, Майкл Сакар в последний раз был замечен живым покидающим гей-бар «The Five Oaks», расположенный в районе Манхетт’на под названием Гринвич-Виллидж. Опрос персонала гей-бара, его постоянных посетителей, а также родственников и знакомых убитых к разоблачению Ричарда Роджерса в конечном итоге не привел. Лиза Холл, барменша в гей-баре «The Five Oaks», рассказала сотрудникам полиции, что Майкл Сакар выпивал в ночь своего исчезновения с мужчиной, которого он представил ей как Марка или Джона, медбрата из больницы Святого Винсента. После получения этой информации полиция провела рейд по больницам всех пяти боро Нью-Йорка и собрала фотографии её сотрудников из числа мужчин. Фотографии впоследствии были предъявлены для визуального опознания подозреаемого Лизе Холл. Несмотря на то, что среди предъявленных ей фотографий была фотография Ричарда Роджерса, женщина не смогла идентифицировать его в качестве мужчины, с кем предположительно покинул бар Майкл Сака перед своим исчезновением.

## Разоблачение
В ходе расследования убийства Энтони Марреро следователи обнаружили смазанные отпечатки пальцев предполагаемого убийцы на мусорных пакетах, где находились останки жертвы. Вместе с останками в мешке находился различный мусор, в том числе упаковка латексных перчаток с ценником и надписью «Выбор президента — Acme». Данный лозунг рекламировался в сети продуктовых магазинов «Acme Markets», один из которых располагался в одном из городов на полуострове Статен-Айленд. Полиция предположила, что убийца также проживает на Статен-Айленд, где впоследствии были сконцентрированы усилия полиции по его поиску и разоблачению. Подозрения полиции усилились после того, как на пиле, найденной в 1992 году в сумке рядом с останками и бумажником жертвы Томаса Малкахи, была наклейка сети торговых магазинов «Pergament», один из которых располагался также на полуострове Статен-Айленд, на той же улице, где находился продуктовый магазин сети «Acme Markets». Полиция в течение нескольких последующих месяцев проверила несколько тысяч уголовных досье жителей полуострова Статен-Айленд, которые ранее попадали в поле зрения правоохранительных органов и подвергались уголовной ответственности, однако доказательств причастности кого-либо из них к совершению убийств найдено не было. Результаты криминалистическо-дактилоскопической экспертизы на тот момент не проводилось из-за смазанности и фрагментарности отпечатков пальцев преступника. Очередной виток расследования начался в 1999 году, когда мешки для мусора и пакеты, на которых были обнаружены отпечатки пальцев — были отправлены в полицейское управление города Торонто, где полиция приняла на вооружение инновационные на тот момент методы снятия отпечатков пальцев и их распознавания с применением цифровых технологий. Результаты дактилоскопической экспертизы позволили получить полные отпечатки пальцев подозреваемого и установить, что Томаса Малкаха и Энтони Марреро убил один и тот же человек.
В 2000 году следователи из Департамента полиции Нью-Йорка при участии генеральной прокуратуры штата разослали 51 пакет с фотографиями отпечатков пальцев и объяснениями обстоятельств уголовного дела генеральным прокуратурам каждого штата США и Пуэрто-Рико с просьбой проверить свои базы данных преступников на предмет совпадения отпечатков пальцев. В ходе многомесячной работы, в начале 2001 года было обнаружено совпадение отпечатков пальцев преступника с отпечатками пальцев Ричарда Роджерса, которые находились в базе данных полицейского управления города Ороно (штат Мэн), с тех пор как Роджерс в апреле 1973 года был арестован по обвинению в совершении убийства Фредерика Спенсера.
28 мая 2001 года Ричард Роджерс был арестован на своем рабочем месте в больнице Маунт-Синай. После ареста ему был избран залог как мера пресечения в размере 1000 000 долларов. Весть о его аресте вызвала ликование среди представителей гомосексуального сообщества в Нью-Йорке, которые после ареста собрались возле полицейского участка, где содержался Роджеср, и несколько минут аплодировали его сотрудникам, которые в течение 8 лет принимали участие в расследовании серии убийств. Во время обыска в квартире Роджерса, расположенной на полуострове Статен-Айленд, полиция нашла флакон успокоительного средства под названием «Версед», которое по версии следствия мог использоваться Роджерсом на свиданиях для усыпления своих жертв, а также ковер, волокна которого микроскопически совпадали с волокнами, обнаруженными на теле Томаса Малкахи. Помимо этого были найдены игровые карточки из казино «Atlantic City» 2000 года выпуска, различные предметы, купленные в сети магазинов «Pergament», в том числе карта дорог штата Нью-Джерси, страницы, вырванные из Библии, повествующие о расчленении и видеокассета с фильмом «Тише, тише, милая Шарлотта», где одного из героев обезглавливали, а также несколько фотографий неизвестных мужчин, на которых были нанесены удары с помощью ножа, но никаких человеческих останков. Впоследствии выяснилось, что Ричарду Роджерсу в бытовой жизни была свойственна педантичность, вследствие чего он по несколько раз в неделю проводил уборку в доме и сделал капитальный ремонт своей квартиры в 1995 году, через 2 года после последнего известного следствию убийства. В конечном итоге Ричарду Роджерсу были предъявлены убийства в совершении только лишь двух убийств — Томаса Малкаха и Энтони Марреро. Свою вину он не признал. Изучение биографии Роджерса позволило выявить ряд деталей, которые косвенно указывали его причастность к совершению убийств. Так было установлено, что Роджерс часто посещал гей-бар «Townhouse», где были замечены перед своим исчезновением убитые Томас Малкаха и Питер Андерсон. Друзья и знакомые Роджерса после его ареста заявили полиции, что гей-бар «Townhouse» был одним из любимых мест Роджерса в начале 1990-х годов, где он любил играть на пианино и который он внезапно бросил посещать в 1992 году после обнаружения останков Томаса Малкаха. Они утверждали, что Роджерс в разное время изложил разные причины своего отсутствия, сказав одному человеку, что переезжает во Флориду, а другому, что у него изменился график работы. После ареста Роджерс был этапирован для проведения судебного процесса на территорию штата Нью-Джерси.

## Суд
В 2002 году адвокат Роджерса подал ходатайство о проведении судебно-медицинской экспертизы, которое было удовлетворено. По результатам экспертизы он был признан вменяемым, после чего в 2003 году прокуратура округа Ошен утвердила обвинительное заключение и передала уголовное дело в суд. Судебный процесс над Ричардом Роджерсом открылся в 2005 году. Несмотря на то, что обвинения в совершении убийств Питера Андерсона и Майкла Сакара ему так и не были предъявлены, судья удовлетворил ходатайство прокуратуры округа о рассмотрении материалов этих уголовных дел на судебном процессе против Роджерса, так как в совершении этих убийств преступник как и в совершении убийств энтони Марреро и Томаса Малкаха продемонстрировал выраженный ему образ действия, вследствие чего основным подозреваемым в совершении их является Ричард Роджерс. В ноябре 2005 года Роджерс был признан виновным в совершении убийств Малкаха и Марреро, после чего суд 28 января 2006 года приговорил его к двум срокам в виде пожизненного лишения свободы без права на условно-досрочное освобождение. Во время оглашения приговора Роджерс сохранял полное хладнокровие и не выразил никаких эмоций. Мотив совершения убийств так и не был установлен. Настоящее количество жертв Роджерса на судебнеом процессе стало предметом многочисленных споров. В ходе расследования было установлено, что с середины 1970-х и вплоть до своего ареста, Роджерс проводил выходные и отпуска в штатах Нью-Джерси, Арканзас, Калифорния, Флорида, Массачусетс и Западная Виргиния, однако причастность его к совершению других убийств так и не была установлена.